# Tobermory
Tobermory er hovedstaden på øen Mull, der er en del af de skotske Indre Hebrider. Den ligger på den nordøstlige del af øen, nær den nordlige indsejling til Sound of Mull. Byen har en befolkning på omkring 700 personer, og blev oprindeligt grundlagt som en fiskerihavn i 1788. Byens gadenet er baseret på et design lavet af Thomas Telford, der var en ingeniør fra Dumfriesshire.
Den britiske børnetv-serie Balamory blev optaget i byen, og sendt 2002-2005.
Byen er berømt for sit destilleri Tobermory, der fremstiller skotsk whisky.